# Reciario

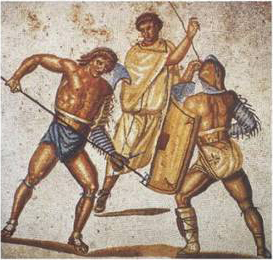
Un reciario ensarta con su tridente a un secutor en un mosaico encontrado en la villa de Nennig, Alemania (aprox. siglos II-III d. C.).

Un reciario (en latín, retiarius y en plural, retiarii, que  puede traducirse literalmente como «hombre de la red» o «luchador de la red») fue uno de los distintos tipos de gladiadores de la antigua Roma, que combatían con un equipamiento parecido al utilizado por los pescadores: una red lastrada (rete, de donde procede el nombre), un tridente (fuscina o tridens), y una daga (pugio). Luchaba con un armamento ligero, protegiéndose con un brazalete llamado lorica manica y un protector del hombro que recibía el nombre de galerus o spongia. Su vestimenta estaba generalmente compuesta ya por unos ropajes de algodón llamados subligaculum, que se sujetaban con un cinturón ancho (balteus), o bien por una túnica corta. No llevaba protecciones en el calzado.
El enfrentamiento más habitual del reciario era en combate contra un secutor, un gladiador equipado con armamento y armadura pesada. El reciario debía subsanar su carencia de protección con su velocidad y su agilidad, a fin de evitar con ello los ataques de su oponente y esperar su oportunidad. Primero intentaba lanzar la red a su rival y, si tenía éxito, atacaba con su tridente mientras su adversario estaba inmovilizado. Otra táctica era enganchar con la red el arma de su enemigo y tratar de arrancarla de sus manos. Cuando fallaba con la red, el retiarius solía desecharla y tratar de utilizar sus otras armas, si bien a veces intentaba recogerla para un segundo intento. Normalmente se veía obligado a confiar en su tridente y en su daga para acabar la lucha.
Con el tridente, que alcanzaba una longitud equivalente a la altura de un hombre, el retiarius podía mantenerse a distancia del secutor y atacar desde lejos. Era un arma importante, capaz de infligir daños en cualquier parte del cuerpo del enemigo que no fuese bien protegida. La daga era su última opción en el caso de que también perdiese el tridente, y se reservaba para cuando era necesario el combate cuerpo a cuerpo.
Los reciarios aparecieron por primera vez en la arena a finales del siglo I, y se convirtieron en una atracción habitual de los siglos II y III. Su falta de armadura y su necesidad de utilizar tácticas evasivas situaban al reciario en el nivel más bajo de una clase ya de por sí estigmatizada. Además, diversos pasajes de las obras de Juvenal, Séneca y Suetonio sugieren la existencia de unos reciarios que luchaban portando una túnica, y que posiblemente eran un subtipo de luchador todavía de peor nivel que el reciario habitual. Por otra parte, en el arte romano y en el grafiti descubierto aparecen referencias a este tipo de luchadores en las que aparentemente, y al contrario de lo que se percibe en otras fuentes de información, tienen una buena reputación como combatientes y como amantes.

## Historia y función social

### Historia

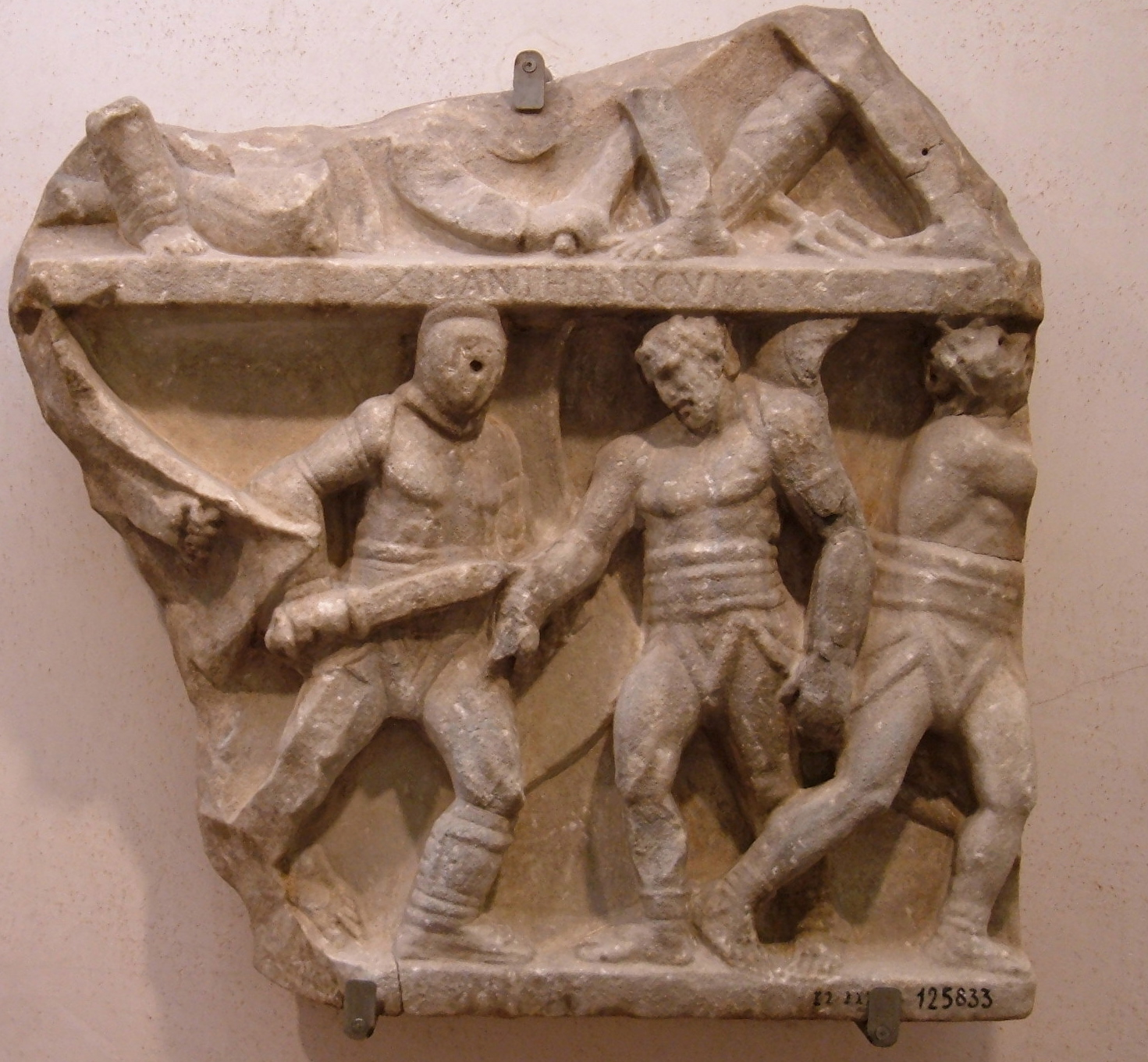
Relieve mostrando un combate entre un secutor y un reciario.

En el periodo imperial, los combates entre gladiadores con distinto equipamiento comenzaron a popularizarse y el combate entre el reciario y el secutor se convirtió en un conflicto análogo al del pescador con su pesca. Ya anteriormente los murmillos habían llevado la figura de un pez sobre su casco; los secutores, con su armadura escamada, fueron una evolución de aquellos. Por otra parte, dadas las importantes diferencias entre las armas y armaduras de estos dos tipos de gladiadores, el emparejamiento llevaba al extremo la práctica de enfrentar a gladiadores con equipamiento diferente.
El arte y la literatura romanos no hacen mención alguna del reciario hasta comienzos del periodo imperial. Por ejemplo, este tipo de gladiador no aparece en los relieves con motivos de gladiadores encontrados en Pompeya y en Chieti, que datan del siglo I d. C.,  aunque sí aparecen testimonios de su existencia en el grafiti y en los diversos artefactos de esa época encontrados en las ruinas de Pompeya. Es posible que los combates entre reciarios y secutores comenzasen a hacerse populares a mediados del siglo I, y el gladiador armado con una red se convertiría en una de las categorías estándar de gladiadores en los siglos subsiguientes, para permanecer como atracción habitual de este tipo de juegos hasta su desaparición.
En cuanto a su simbología, además del conflicto del hombre contra la naturaleza, el reciario representaba el agua que se enfrentaba al fuego del secutor. El primero en constante movimiento, y el segundo estático, sin posibilidad de huir. El reciario y su armamento ligero suponían una forma afeminada ante las pesadas armas del secutor. Otro tipo de gladiador, el laquearius, era muy similar al reciario, pero luchaba con un lazo corredero en lugar de una red.

### Función social
Los gladiadores de la antigua Roma podían clasificarse según el tipo de armamento que llevasen, y siguiendo el modelo de soldados reales. Casi todas las categorías tenían antecedentes militares, pero el reciario (el luchador de la red), que seguía una temática asociada al mar, era una excepción a esta norma. Muy pocas batallas de gladiadores se ubicaban en un entorno acuático, aunque puede ser que estas hubiesen hecho nacer el concepto de un gladiador basado en el colectivo de los pescadores.
Cuanta más piel del gladiador quedaba al descubierto, desprovista de armadura, más bajo era su estatus y más afeminado era percibido por el público. Esto se agravaba en el caso del reciario porque la red en sí misma era considerada un símbolo femenino lo que, aunado a la ligereza de su armadura y su armamento, lo ubicaba en el nivel más bajo, desgraciado y afeminado de gladiador. Los cascos servían, además de armaduras, para que tanto los gladiadores como el público deshumanizaran a los luchadores, lo que facilitaba a los primeros enfrentarse en la arena en duelos a muerte contra personas con las que vivían y entrenaban todos los días. Sin embargo, el reciario podía no llevar protección alguna en la cabeza, y pelear con la cara a la vista de todo el mundo. Por si esto fuera poco, el estilo de lucha del reciario era otro punto en su contra. El reciario, según lo ya expuesto, debía emplear tácticas de velocidad y agilidad evasiva, indignas a los ojos de los espectadores, que consideraban más noble un intercambio directo de golpes. El emperador Claudio, por ejemplo, condenaba a muerte a todos los reciarios que perdían en combate, para agasajar a los espectadores con las expresiones de agonía de los desgraciados. Como resultado de su jerarquía, los reciarios vivían en los barracones de peor calidad. Algunos de ellos entrenaban como samnitas, otro tipo de gladiador, para mejorar así su estatus.
Existen evidencias de que los reciarios que portaban túnicas, conocidos como la retiarii tunicati, constituían una clase inferior dentro del grupo de los reciarios, y estaban en una situación peor aún que la de sus colegas portadores de ropajes de hilo. El poeta satírico Juvenal escribió al respecto lo siguiente:

«Por consiguiente, el establecimiento del lanista está mejor ordenado que el vuestro, puesto que él separa lo vil de lo decente, y separa incluso de sus compañeros retiarii a los portadores de la infame túnica; en la escuela de entrenamiento, e incluso en las celdas, esas criaturas quedaban aparte (...)
Juvenal

El texto sugiere que los reciarios que portaban túnicas eran entrenados para desempeñar una función diferente en los juegos. Se les entrenaba con una estricta disciplina e incluso con ciertas restricciones. Es más, Séneca menciona en su obra Quaestiones naturales la existencia de ciertos hombres afeminados que eran entrenados como gladiadores y que podrían corresponder con los retiarii tunicati de los que habla Juvenal. Suetonio, por su parte, ofrece una anécdota:

En una ocasión una banda de cinco reciarios con túnicas se enfrentaron al mismo número de secutores, y fueron derrotados sin ninguna lucha; pero cuando su muerte fue ordenada, uno de ellos cogió su tridente y mató a todos los vencedores. (...) Calígula proclamó ante el público que había sido el más cruel asesinato, y expresó su horror frente a los que habían tenido que presenciarlo."
Suetonio

Se desconoce el destino del reciario del que habla Suetonio, pero el relato llama la atención en cuanto a que no se trataba de una competición habitual, ya que los gladiadores reales no se rendían fácilmente. Por el contrario, es posible que los hombres con túnicas hubiesen representado algún tipo de número cómico insertado en el programa normal de combates entre gladiadores.
La segunda sátira de Juvenal, en la que hace una crítica de la inmoralidad que percibía en la sociedad romana, introduce a un miembro de la familia Graco al que se describe como homosexual y casado (realmente dice "casada" en femenino) con un trompetista. Graco aparece más tarde en la arena:

Más grande todavía es el portento cuando Graco, enfundado en una túnica, jugó con el gladiador y huyó, con el tridente en la mano, a través de la arena. Graco, un hombre de mejor cuna que los Capitolini, o los Marcelli, o que los descendientes de Catulo o Paulo, o de los Fabios: más noble que todos los espectadores en el podium; sin excepción de quien dio el espectáculo, a quien fue lanzada la red.
Juvenal

Graco vuelve a aparecer en la octava sátira de Juvenal como el peor ejemplo de los nobles romanos que se habían desgraciado a sí mismos por su aparición en espectáculos públicos y entretenimientos populares:

Para coronar todo [este escándalo], ¿qué queda salvo el anfiteatro? Y en esta desgracia de la ciudad puedes tener también que Graco no lucha equipado como un murmillo, con escudo y espada (pues él condena, sí, condena y odia ese equipamiento). Tampoco mantiene su cara bajo el casco. ¡Mira! Esgrime un tridente. Cuando ha lanzado sin éxito sus redes suspendidas sobre su mano derecha, muestra su cara descubierta a los espectadores y, fácilmente reconocible, huye a través de la arena. No podemos confundir la túnica, puesto que el lazo dorado sobresale de su cuello y ondea con el movimiento de su capa. Por ello, la desgracia, a la que tiene que someterse el secutor, siendo obligado a luchar con Graco, es peor que cualquier herida.
Juvenal

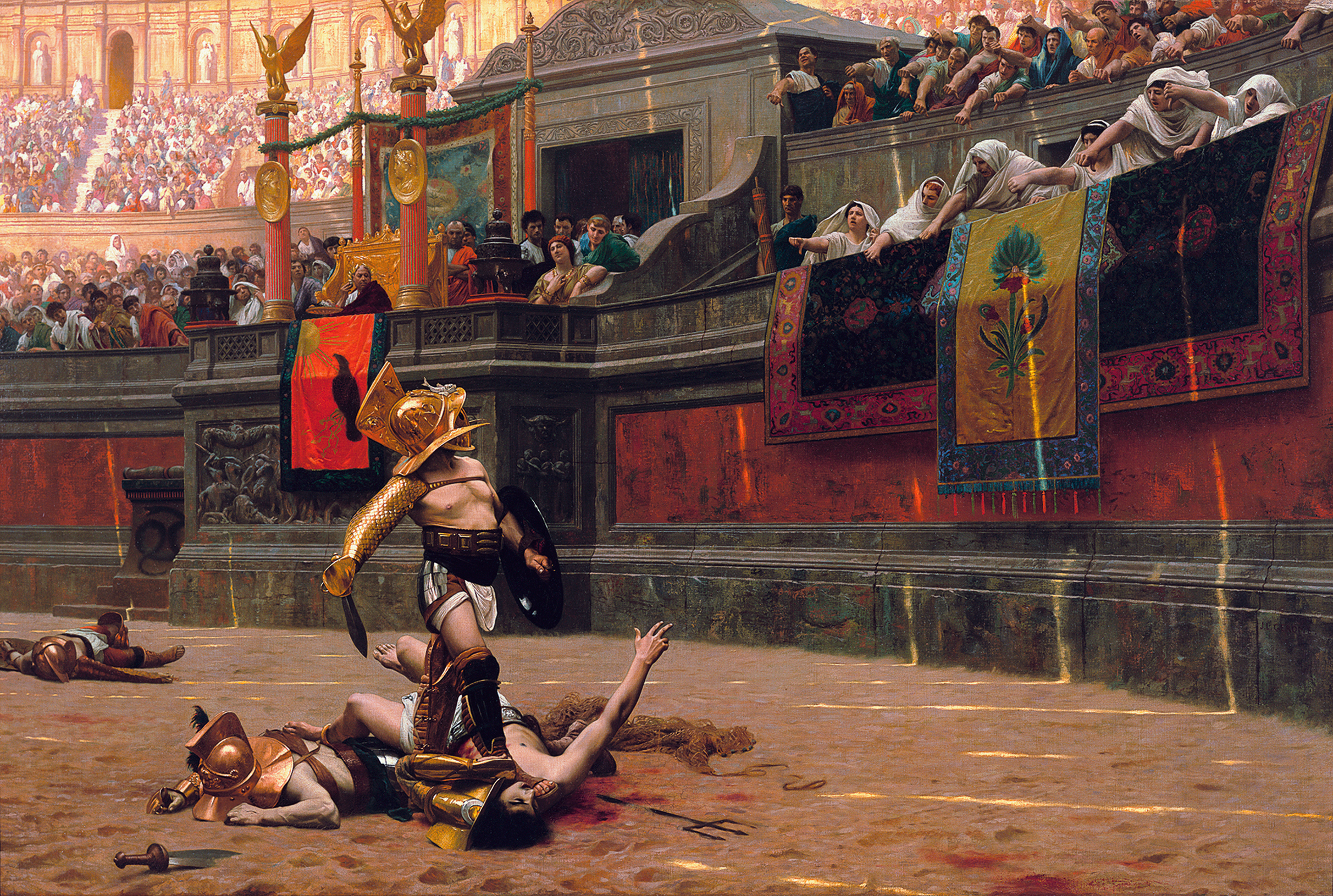
Un murmillo victorioso, representado en el cuadro Pollice Verso, por Jean-Léon Gérôme (1872).

El pasaje es oscuro, pero Cerutti y Richardson argumentan que Graco comienza una lucha como reciario normal. Sin embargo, cuando la lucha se pone en su contra, recibe una túnica y una peluca femenina (spira), que aparentemente es parte del mismo disfraz, y que busca la clemencia. El cambio de ropajes parece convertir un combate serio en uno cómico y avergüenza a su oponente. No es usual ver a un gladiador ser descrito así en una sátira, puesto que estos luchadores suelen asumir el papel de hombres más brutales, masculinos y con éxito entre las mujeres tanto de las clases altas como de las bajas (aunque sobre todo entre estas últimas, con poca educación y no demasiado inteligentes). Por el contrario, el retiarius tunicatus de la sátira es: "una figura de gladiador de broma, de sexualidad equívoca, regularmente vestido con vestidos de algún tipo, posiblemente de mujer, y enfrentado a un secutor o un murmillo en una parodia de combate de gladiadores.
Por otra parte, y a pesar de su bajo estatus, los reciarios se fueron popularizando a lo largo del principado. El hecho de que los espectadores pudiesen observar las caras de estos luchadores hacía que los humanizasen, en favor de su popularidad. En las ruinas de Pompeya se ha encontrado muestras de grafiti en las que se hace referencia a un tal Crescens o Cresces, un reciario a quien se califica de "señor de las chicas" y de "doctor de las chicas de noche, de mañana y de todo lo demás". Hay evidencias que sugieren que los hombres homosexuales también intentaban relacionarse con los gladiadores, entre los que los reciarios eran los más solicitados.
En el arte romano, los reciarios aparecen con la misma frecuencia que otros tipos de gladiador. Un mosaico encontrado en 2007 en una casa de baños de la Villa dei Quintili muestra a un reciario llamado Montanus y el hecho de que aparezca su nombre implica que el gladiador era famoso. El mosaico data de cerca del año 130, cuando la familia Quintilii ordenó la construcción de la mansión. El emperador Cómodo, que también luchó en la arena como un secutor, adquirió la casa en el año 182 y la utilizó como villa en el campo. En los tiempos modernos, la cultura popular ha convertido al reciario en posiblemente el tipo más famoso de gladiador.

## Armas y armadura
El reciario es el tipo de gladiador más fácilmente identificable gracias a su equipo: brazaletes (manica), protecciones para los hombros (galerus), la red (rete), el tridente (fuscina o tridens), y la daga (pugio). Técnicamente, se podría incluso decir que el reciario no era un "gladiador" en el sentido estricto de la palabra, puesto que no luchaba con espada (gladius), que es lo que daba al gladiador su nombre.
Sus armas y su armadura podían ir decoradas. Existen muestras arqueológicas de ese hecho, como una daga decorada expuesta el Museo Arqueológico Nacional de Nápoles. Los arqueólogos también han excavado tres galerus con inscripciones en los barracones de gladiadores de Pompeya. Uno tiene la imagen de un ancla, un cangrejo y un delfín; el otro muestra el dibujo de un Cupido y la cabeza de un Hércules; y en el tercero aparece el dibujo de unas armas y la inscripción RET/SECUND ("retiarius de segundo grado").

### Armas

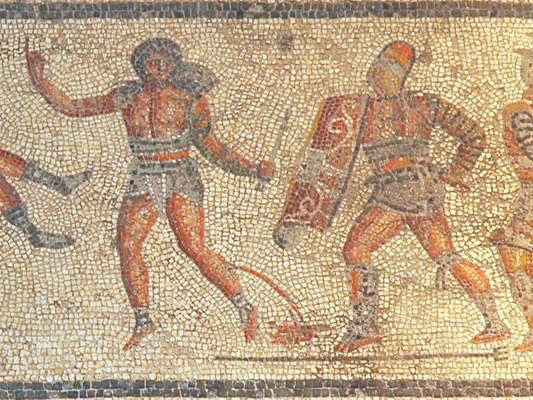
En esta escena de un mosaico encontrado en Zliten (Libia), de alrededor de 200 d. C., un reciario armado sólo con una daga levanta un dedo para anunciar su rendición. Su tridente está caído en el suelo, a los pies de su adversario secutor, y su red no aparece.

Aunque su red (rete) era el arma más clásica de este tipo de gladiador, y la que le daba el nombre, existen muy pocas representaciones de ese tipo de arma. Es posible que el combate con la utilización de redes se hubiese producido en algún momento de la antigüedad, pero los modernos experimentos y las comparaciones con las redes modernas diseñadas para pescar solo pueden ofrecer algunas pistas de cómo se fabricaba una red de gladiador. Esos datos indican que la rete se tejía de forma circular, con una malla de unos 3 metros de diámetro, y con lastres de plomo en los bordes. Había una cuerda que corría a lo largo del perímetro de la malla, y cuyos extremos se ataban a la muñeca del gladiador. Al tratarse de un arma arrojadiza, la red también recibía el nombre de iaculum.
El reciario complementaba su red con un tridente de hierro o bronce llamado fuscina, fascina o también, en muy pocos casos, tridens, que tenía una altura equivalente a la de un hombre. Se encontró un cráneo en un cementerio de gladiadores en Éfeso (Turquía) que mostraba agujeros de penetración causados por un ataque con un tridente. Las heridas estaban a unos 5 centímetros de distancia y encajan con una muestra de un tridente de bronce encontrado en el puerto de Éfeso en 1989, y cuyas púas eran de unos 21,6 centímetros de largo.
El arma final del reciario era una daga de hoja recta llamada pugio. Además, en una lápida encontrada en Rumania aparece la imagen de un reciario con un arma de cuatro púas además de su tridente. También se encontró en Éfeso un fémur que mostraba heridas procedentes de un arma como esa.

### Armadura

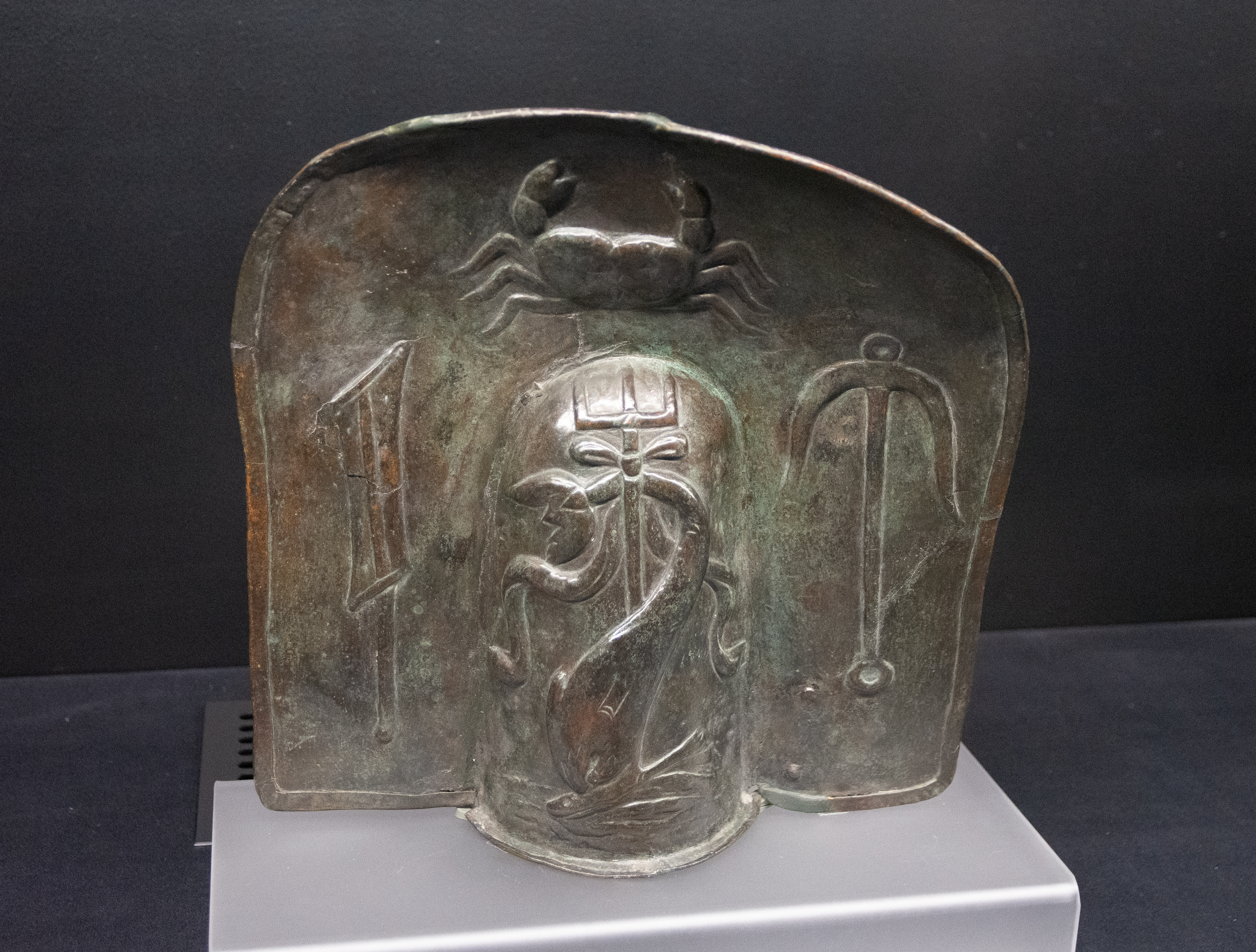
Galerus de un reciario. Museo Arqueológico Nacional de Nápoles.

Un reciario portaba una armadura mínima y, al contrario que otros tipos de gladiadores, no llevaba casco, grebas ni escudo. Llevaba una manica en su brazo izquierdo, mientras que otros gladiadores la llevaban en el derecho, y eso le permitía un movimiento más fluido a la hora de arrojar su red con la mano derecha. Unida a la parte superior había una protección de bronce o cuero que le protegía el hombro y que se conocía como galerus o spongia. Esta protección se extendía unos 12 o 13 centímetros por debajo del hombro y sobresalía hacia el exterior, permitiendo el movimiento de la cabeza del gladiador. Protegía la parte superior del brazo, la cabeza y la cara siempre que el reciario mantuviese su lado izquierdo de cara a su oponente. La armadura estaba diseñada para permitir al luchador esconder su cabeza detrás de ella, y estaba curvada para facilitar que los golpes saliesen desviados desde arriba hacia abajo, y no hacia los ojos. Se han encontrado tres ejemplos de este tipo de armadura en Pompeya, y varían de entre 30 y 35 centímetros de longitud y aproximadamente la misma anchura. Su peso oscila entre 1,1 y 1,2 kilogramos.
Años más tarde, en el Imperio Romano de Oriente, algunos reciarios portaron una cota de malla (manica) en lugar del galerus. Esta malla cubría el hombro y la parte superior del pecho. Sin embargo, en el Imperio romano de Occidente los estilos del equipamiento permanecieron bastante inalterados.

### Otro equipamiento
Además de ese equipamiento, los reciarios solo portaban una pieza de tela que cubría desde la cintura hasta los muslos (un tipo de taparrabos llamado subligaculum) y que se sujetaba mediante un cinturón ancho (balteus) y unas perneras o, como muestran algunas imágenes, una túnica que dejaba descubierto el hombro derecho. Otras variantes incluían coberturas para las piernas, los tobillos, la cabeza, o algún medallón. El reciario luchaba descalzo. En total, el equipamiento del reciario pesaba entre 7 y 8 kilogramos, haciendo que fuese el más ligero de todos los tipos de gladiadores.

## Estilo de lucha

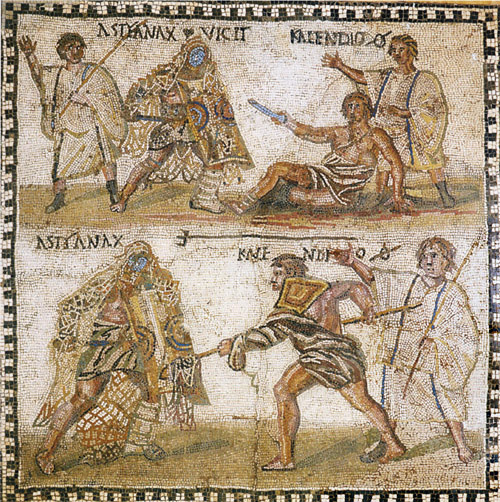
En la parte inferior de este mosaico del Museo Arqueológico Nacional de España, en Madrid, el reciario Kalendio captura al secutor Astyanax con su red. En cualquier caso, en la imagen superior Kalendio aparece herido y tendido en el suelo, mientras que eleva su daga en señal de rendición.

El reciario tradicionalmente se veía enfrentado a un secutor o, en algunas ocasiones más raras, a un murmillo. A pesar de la gran diferencia entre el prácticamente desnudo luchador de la red y su adversario, fuertemente armado, las recreaciones históricas modernas muestran que el reciario no se encontraba en desventaja frente a su enemigo. Su falta de armamento pesado suponía que era capaz de utilizar su velocidad y su capacidad de evasión en beneficio propio. Además, también portaba tres armas ofensivas distintas, mientras que su enemigo sólo llevaba una.
El reciario debía evitar el enfrentamiento a corta distancia a toda costa, manteniéndose alejado del secutor y esperando una apertura en su guardia para ensartar con su tridente o lanzar su red.  El término secutor significa "perseguidor" (el que sigue), porque este tipo de gladiador se veía obligado a tener que perseguir al reciario. También eran conocidos como contraretiarii o contrareciarios, en el sentido de que eran el tipo de gladiador diseñado para contrarrestar o hacer frente al reciario. La estrategia del secutor era la de permanecer detrás de la protección que le ofrecía su escudo y obligar a su oponente al combate cuerpo a cuerpo, de forma que pudiera atacarle con su espada corta. En el mano a mano, el reciario solo tenía una pequeña protección en el hombro como defensa, y su diseño le obligaba a mantener la cabeza agachada para protegerse detrás, mientras que el secutor poseía un casco que le protegía de ataques, pero que también restringía en gran medida su visión, su audición, e incluso dificultaba su respiración. Las pesadas armas del secutor suponían una carga de entre 15 y 18 kilogramos de peso, por lo que este tipo de luchador tenía la desventaja de que una larga lucha le comprometería en cuanto a que era más proclive a acabar exhausto por el esfuerzo. Por ese motivo, una de las tácticas del reciario era lanzar estoques al escudo del secutor (la parte más pesada de su equipamiento), y forzarle a bloquearlos para ir cansándole con cada intento.
Por otra parte, la red del reciario podía suponer un arma muy útil para luchadores hábiles. El objetivo primario de un reciario cuando utilizaba esa arma era capturar a su enemigo y, en ese sentido, una vasija encontrada en la ciudad alemana de Rheinzabern ofrece una muestra de la técnica de lanzamiento: el reciario mantenía la red doblada en su mano derecha, y la lanzaba por sorpresa, de forma subrepticia, contra su enemigo. Mantenía su tridente y su daga en la mano izquierda, con cuidado de mantener las puntas del tridente hacia abajo, para evitar que se engancharan en la red. Si el lanzamiento fallaba su objetivo, el reciario utilizaba la cuerda que ataba su muñeca a la red para volver a recuperar la red una vez lanzada, y si había tenido éxito tiraba de ella para cerrar la red sobre su enemigo intentando que perdiese el equilibrio. Un lanzamiento con éxito de la red podía hacer que la batalla se decidiese de golpe a favor del reciario, aunque eso no sucedía siempre. Por ejemplo, en un mosaico del Museo Arqueológico Nacional de España, en Madrid, un reciario llamado Kalendio captura al secutor Astyanax con su red. Sin embargo, en otra imagen Kalendio aparece herido y tendido en el suelo, mientras que eleva su daga en señal de rendición. La inscripción que aparece encima de Kalendio muestra el signo "nulo" (una "o" atravesada por una raya), que implica que los organizadores del evento ordenaron su ejecución a la finalización del combate.
Sin embargo, la red también podía ser utilizada con otras intenciones, como la de desarmar al oponente o arrancarle el escudo de las manos para ponerle en una desventaja considerable. Otro de los trucos del reciario podían consistir en utilizar la red como un látigo para atacar los ojos del secutor y cegarle, o lanzarlo a sus piernas para hacerle tropezar y caer. El casco del secutor era liso y redondeado, para evitar que quedase enganchado en ella. En cualquier caso, casi siempre el secutor estaba preparado para todas las tácticas del reciario en el uso de la red, y trataba de interceptar y agarrar esa arma, posiblemente a la vez que intentaba hacerle perder el equilibrio tirando de esta. Ante esa situación, el reciario podía zafarse cortando la cuerda que ataba la red a su muñeca con su daga, si bien eso suponía la pérdida de la red y que tuviese muy pocas posibilidades de recuperarla.
Existe cierta especulación en cuanto a la frecuencia con la que el reciario utilizaba su red. Las imágenes que se conservan de este tipo de gladiador raramente le muestran utilizando la red, si bien su nombre procede precisamente del uso de este tipo de artilugio, y Juvenal utiliza la red para identificar rápidamente al reciario en sus sátiras. Sin embargo, es posible que esta discrepancia entre unas fuentes y otros proceda de una licencia artística de los pintores y escultores que realizaron las imágenes de los reciarios. Es cierto que otros gladiadores son mostrados en ocasiones sin sus armas, si bien puede asumirse que las tuvieron en su mano en algún momento de la lucha. Además, la red es un arma particularmente difícil de representar. Puede que la ausencia de redes en los reciarios representados simplemente sirva para mostrar imágenes de gladiadores que ya habían perdido el arma durante la batalla. Otra posibilidad es que algunos reciarios simplemente no utilizasen redes.

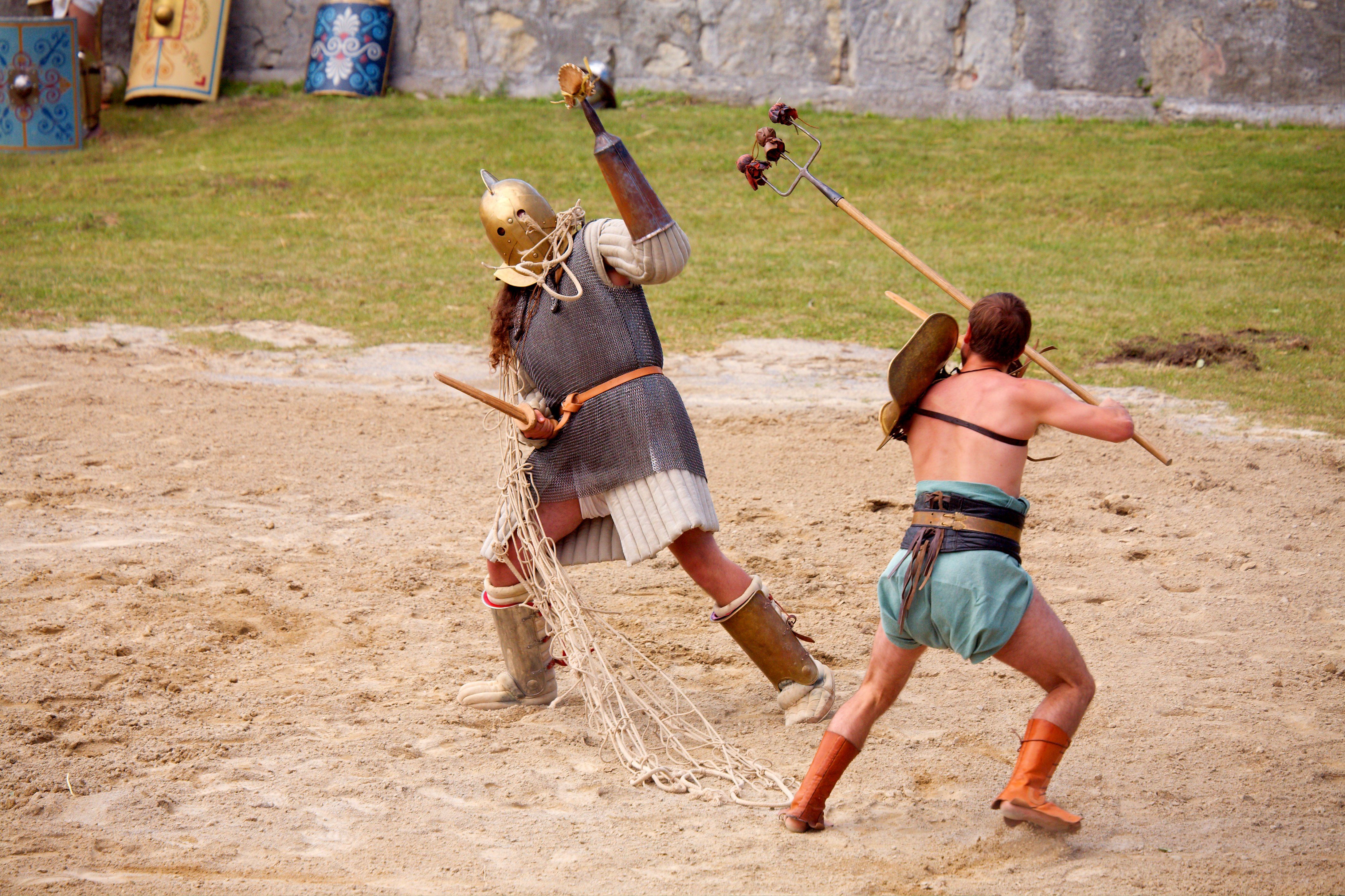
En esta imitación de un combate de gladiadores en Carnunto, Austria, el secutor (a la izquierda) utiliza un brazo falso con forma cónica para zafarse de la red del reciario (derecha).

En la mayoría de los combates, sin embargo, el reciario probablemente tendría que terminar luchando únicamente con su tridente y su daga, lo cual le colocaba en una cierta desventaja frente al secutor. En esas situaciones, el tridente era su arma principal, y su longitud le permitía mantener alejado a su oponente. Mantenía el arma agarrada con las dos manos, con la mano izquierda más próxima a las púas, de forma que pudiese desviar los golpes del enemigo con el asta mientras que podía atacar con ambos extremos a la vez. Además, utilizado con ambas manos el tridente podía llegar a descargar golpes muy fuertes al enemigo. Hay imágenes que muestran al reciario lanzando una estocada descendente, dirigida a las desprotegidas piernas del secutor, o contra el casco de su enemigo, intentando atravesar una de las aberturas para la visión. El tridente, en sí mismo, era demasiado débil para atravesar el metal, si bien se ha encontrado una calavera en Éfeso, Turquía, que data de entre el 200 y 300 d. C., y que muestra que una herida producida con un tridente en la cabeza desnuda de un oponente podía ser fatal. En este caso el casco del secutor, que era redondeado y sin protuberancias para evitar ser atrapado por la red o por las púas del tridente, también le obligaban a protegerse de los golpes directos mediante la protección de su escudo; lo cual reducía su campo de visión, y permitía al reciario tomar ventaja con su velocidad. Si el secutor atacaba con su espada, el reciario contrarrestaba el golpe trabándolo con las púas de su tridente, y trataba de desarmarle. Igualmente, el gladiador pesado trataba de bloquear el tridente con su escudo, y obligar al reciario a perderlo en uno de esos lances.
Las imágenes procedentes del Imperio Romano de Oriente muestran a los secutores portando un brazo falso de forma tubular o cónica en lugar de su escudo, tal y como hacían los gladiadores denominados "Scissoris". Ese brazo se encajaba en la mano izquierda y terminaba en una hoja afilada y curvada que posiblemente se utilizaba para enganchar la red o el tridente, o para quitarse la red de encima. Los secutores que conseguían desarmar a su oponente posiblemente dejarían caer esta arma con forma de garfio y lucharían solo con la espada.
Por último, el reciario mantenía la daga en su mano izquierda. El gladiador podía utilizarla para liberarse de la red si, por lo que fuera, necesitaba deshacerse de ella (ya sea porque la había atrapado el secutor o porque se había enganchado con su tridente). Podía luchar con su tridente en una mano y su daga en la otra, pero esto eliminaba la ventaja que suponía el disponer de un arma más larga para protegerse frente al enemigo. La daga también servía como último recurso para el caso en el que el reciario hubiese perdido tanto la red como el tridente. En ese caso, atacaría con la daga siempre que tuviese el elemento sorpresa y le permitiese hacer caer al secutor en el suelo, ocurriendo en ese caso que la pelea pudiera evolucionar a un verdadero combate mano a mano, posiblemente con dagas. Si el reciario recibía la orden de matar a su rival, utilizaba su daga para ensartarle o cortarle la garganta.
Existen evidencias de que el reciario podía llegar a ser un combatiente con mucho éxito. En ese sentido, existe una lápida encontrada en la Galia en la que se puede leer:

"[Para] el reciario, L. Pompeyo, ganador de nueve coronas, nacido en Viena, de veinticinco años de edad. Su mujer pagó esta lápida con su propio dinero por su maravilloso matrimonio."
Citado en Futrell (2006, p. 152)

Sin embargo, también es cierto que los gladiadores solían exagerar sus éxitos, y en tal sentido un grafiti de Pompeya muestra a un reciario llamado Antígono, que dice haber ganado la increíble cifra de 2.112 combates, y que se enfrenta a un tal Superbus que sólo había ganado uno.
En algunos combates, el reciario se enfrentaba a dos secutores al mismo tiempo. En ese caso debía colocarse sobre un puente o algún tipo de plataforma con escaleras y tenía un montón de piedras de buen tamaño que podía lanzar a sus adversarios para mantenerles alejados. La plataforma (llamada pons, término latino para "puente") es posible que se construyese sobre el agua. Ese tipo de situaciones eran raras, y se trataba de una de las pocas excepciones en un combate de gladiadores que constaba de un simple emparejamiento de uno contra uno.